# Пак Чи Хён (кёрлингистка)
Пак Чи Хён (кор. 박지현; род. 4 августа 1979, Республика Корея) — южнокорейская кёрлингистка.

## Достижения
- Тихоокеанско-азиатский чемпионат по кёрлингу: золото (2001), серебро (1999, 2000, 2002, 2003), бронза (2004, 2007)
- Зимние Азиатские игры: серебро (2003).

## Команды
| Сезон   | Четвёртый   | Третий       | Второй      | Первый     | Запасной     | Тренер                          | Турниры                       |
| ------- | ----------- | ------------ | ----------- | ---------- | ------------ | ------------------------------- | ----------------------------- |
| 1999—00 | Lee So-jung | Ko Min Kyung | Kong Mi Jin | Пак Чи Хён | Lee Yoon-Mi  | Kim Hyun-Kyung                  | ТАЧ 1999                      |
| 2000—01 | Ким Ми Ён   | Go Min Kyung | Ли Хёнджон  | Пак Чи Хён | Shun Mi Sung |                                 | ТАЧ 2000                      |
| 2001—02 | Ким Ми Ён   | Ли Хёнджон   | Син Мисон   | Пак Чи Хён |              | Элейн Дагг-Джексон              | ТАЧ 2001 · ЧМ 2002 (10 место) |
| 2002—03 | Ким Ми Ён   | Ли Хёнджон   | Син Мисон   | Пак Чи Хён | Пак Кён Ми   | Элейн Дагг-Джексон, Ким Хён Гён | ТАЧ 2002                      |
| 2002—03 | Ким Ми Ён   | Пак Чи Хён   | Син Мисон   | Ли Хёнджон | Пак Кён Ми   | Ким Хён Гён                     | ЗУ 2003 (5 место) · ЗАИ 2003  |
| 2003—04 | Ким Ми Ён   | Ли Хёнджон   | Син Мисон   | Пак Чи Хён | Пак Кён Ми   | Ким Хён Гён                     | ТАЧ 2003                      |
| 2004—05 | Ким Ми Ён   | Ли Хёнджон   | Син Мисон   | Пак Чи Хён | Пак Кён Ми   | Мелисса Солиго, Ю Кон Чжик      | ТАЧ 2004                      |
| 2007—08 | Пак Чи Хён  | Ким Ми Ён    | Син Мисон   | Пак Кён Ми | Ли Хёнджон   | Чон Ён Соп, Син Ён Гук          | ТАЧ 2007                      |

(скипы выделены полужирным шрифтом)